# 烏川村
烏川村（からすがわむら）は長野県南安曇郡にあった村。現在の安曇野市堀金烏川にあたる。

## 地理
- 山：古城山、前常念岳、常念岳、蝶ヶ岳、大滝山、鍋冠山、角蔵山
- 河川：烏川
- 堰：拾ヶ堰

## 歴史
- 1873年（明治7年）9月5日 - 筑摩県安曇郡岩原村・上堀金村・下堀金村・中堀新田村が合併して烏川村となる。
- 1876年（明治9年）8月21日 - 長野県の所属となる。
- 1879年（明治12年）1月4日 - 郡区町村編制法の施行により、南安曇郡の所属となる。
- 1889年（明治22年）4月1日 - 町村制の施行により、烏川村が単独で自治体を形成。
- 1955年（昭和30年）4月1日 - 三田村と合併して堀金村が発足。同日烏川村廃止。